# Khassaraporn Suta
Khassaraporn Suta (thaï : เกษราภรณ์สุตา), née le 12 décembre 1971 à Lampang (Thaïlande), est une ancienne haltérophile thaïlandaise. Elle est médaillée de bronze aux Jeux de 2000.

## Carrière
Khassaraporn Suta entre dans l'équipe nationale thaïlandaise en 1993 où elle rafle sa première médaille internationale avec le bronze aux Jeux d'Asie du Sud-Est. L'année suivante aux Jeux asiatiques de 1994 à Hiroshima, elle est médaillée d'argent en -59 kg puis elle est médaillée de bronze à ceux de 1998.
Elle est la première athlète thaïlandaise a remporter une médaille olympique lorsqu'elle remporte la médaille de bronze en poids légers aux Jeux olympiques d'été de 2000.

## Palmarès

### Jeux olympiques
- Jeux olympiques d'été de 2000 à Sydney ( Australie) :
  -  médaille de bronze en poids légers

### Jeux asiatiques
- Jeux asiatiques de 1994 à Hiroshima ( Japon) :
  -  médaille d'argent en -59 kg
- Jeux asiatiques de 1998 à Bangkok ( Thaïlande) :
  -  médaille de bronze en -59 kg